# Ettifaq FC
Ettifaq Football Club (ar.: نادي الاتفاق الرياضي) – saudyjski klub piłkarski z siedzibą w mieście Ad-Dammam. 

## Historia
Ettifaq Football Club został założony w 1944. Nazwa oznacza po arabsku współpracę. W latach 60. klub odniósł swoje pierwsze sukcesy dwukrotnie wygrywając Puchar Króla Arabii Saudyjskiej w 1965 i 1968. W 1977 klub awansował do I ligi saudyjskiej, w której inauguracyjnym zajął trzecie miejsce. Największe sukcesy klub odnosił w latach 80., kiedy to dwukrotnie w 1983 i 1987 zdobył mistrzostwo Arabii Saudyjskiej oraz zdobył Puchar Króla w 1985. Na arenie międzynarodowej największym sukcesem Ettifaq było dwukrotne wygranie Arabskiego Pucharu Zdobywców Pucharów w 1984 i 1985. Największym sukcesem w latach 90. było wicemistrzostwo w 1995. Na następne podium Ettifaq czekał do 2011, kiedy to zajął trzecie miejsce w lidze.

## Obecny skład
Stan na 27 lipca 2023
| Nr | Poz. | Piłkarz                         |
| -- | ---- | ------------------------------- |
| 1  | BR   | Abdullah Al-Oaisher             |
| 3  | OB   | Mohammed Al-Dossari             |
| 4  | OB   | Jack Hendry                     |
| 5  | OB   | Saad Al Mousa                   |
| 6  | PO   | Ibrahim Mahnashi                |
| 7  | PO   | Mohammed Al-Kuwaykibi (kapitan) |
| 8  | PO   | Hamed Al-Ghamdi                 |
| 9  | NA   | Moussa Dembélé                  |
| 10 | PO   | Jordan Henderson                |
| 11 | PO   | Ali Hazazi                      |
| 12 | OB   | Sanousi Hawsawi                 |
| 15 | PO   | Ahmed Al-Ghamdi                 |
| 16 | PO   | Faisal Al-Ghamdi                |
| 23 | NA   | Jaber Qarradi                   |
| 24 | PO   | Nawaf Hazazi                    |
| 27 | PO   | Vitinho                         |
| 29 | OB   | Fahad Al-Dossari                |

| Nr | Poz. | Piłkarz                |
| -- | ---- | ---------------------- |
| 32 | OB   | Marcel Tisserand       |
| 35 | BR   | Mohammed Al-Haiti      |
| 42 | PO   | Salem Al-Maqadi        |
| 43 | PO   | Abdulmohsen Al-Dossari |
| 44 | OB   | Hamad Al-Sayyaf        |
| 48 | BR   | Paulo Victor           |
| 49 | OB   | Abdulrahman Oumar      |
| 51 | OB   | Meshal Al-Alaeli       |
| 66 | PO   | Rakan Kaabi            |
| 70 | OB   | Abdullah Al-Khateeb    |
| 76 | BR   | Bilal Al-Dawaa         |
| 90 | PO   | Mohammed Mahrazi       |
| 91 | OB   | Yasser Al Mousa        |
| 92 | BR   | Turki Baljoush         |
| 98 | PO   | Berat Özdemir          |
| 99 | NA   | Robin Quaison          |

### Zawodnicy na wypożyczeniu
Stan na 27 lipca 2023
| Nr | Poz. | Piłkarz                                                        |
| -- | ---- | -------------------------------------------------------------- |
|    | OB   | Ali Masrahi (na wypożyczeniu w Al-Hazem SC do 30 czerwca 2024) |

## Sukcesy
- Mistrzostwo Arabii Saudyjskiej (2): 1983, 1987.
- Puchar Króla Arabii Saudyjskiej (3): 1965, 1968, 1985.
- Arabski Puchar Zdobywców Pucharów (2): 1984, 1988.

## Reprezentanci kraju w klubie
- Jakub at-Tahir
- Ahmed Al-Bahri
- Tisir Al-Antaif
- Mohammad Khouja
- Abdullah Al-Dosari
- Abdellatif Jrindou
- Rabil Lafoui
- Samir Kamouna
- Derby Makinka
- Prince Tagoe
- Yaw Preko
- Ousmane N’Doye
- Jeremiah White
- Arílson

## Trenerzy klubu
| - Khalil Ibrahim Al-Zayani (1976-78) - Khalil Ibrahim Al-Zayani (1980-84) - Khalil Ibrahim Al-Zayani (1986-90) - Procópio Cardoso (1990–91) - Wojciech Łazarek (1993-94) - Khalil Ibrahim Al-Zayani (1994-96) - João Francisco (1997) - Khalil Ibrahim Al-Zayani (1999-2000) - Wim Rijsbergen (2002) - Jan Versleijen (2003–04) - Jorge Habegger (2004) | - Ednaldo de Melo Patricio (2005-06) - Ammar Souayah (2006-07) - Toni (2007–08) - Ioan Andone (2009) - Marin Ion (2009–11) - Youssef Zouaoui (2011) - Branko Ivanković(2011-12) - Ammar Souayah (2012) - Alain Geiger (2012) - Maciej Skorża (2012-2013) |

## Sezony wI lidze sudyjskiej
| Sezon     | Uzyskane Miejsce |
| --------- | ---------------- |
| 1977-78   | 3                |
| 1978-79   | 6                |
| 1979-80   | 6                |
| 1980-81   | 5                |
| 1981-82   | 3                |
| 1982-83   | 1                |
| 1983-84   | 3                |
| 1984-85   | 4                |
| 1985-86   | 7                |
| 1986-87   | 1                |
| 1987-88   | 2                |
| 1988-89   | 5                |
| 1989-90   | 7                |
| 1990-91   | 4                |
| 1991-92   | 3                |
| 1992-93   | 4                |
| 1993-94   | 9                |
| 1994-95   | 2                |
| 1995-96   | 5                |
| 1996-97   | 7                |
| 1997-98   | 6                |
| 1998-99   | 6                |
| 1999-2000 | 7                |
| 2000-01   | 8                |
| 2001-02   | 8                |
| 2002-03   | 8                |
| 2003-04   | 5                |
| 2004-05   | 9                |
| 2005-06   | 5                |
| 2006-07   | 6                |
| 2007-08   | 4                |
| 2008-09   | 6                |
| 2009-10   | 9                |
| 2010-11   | 3                |
| 2011-12   | 4                |
| 2012-13   | 6                |